# Lladró

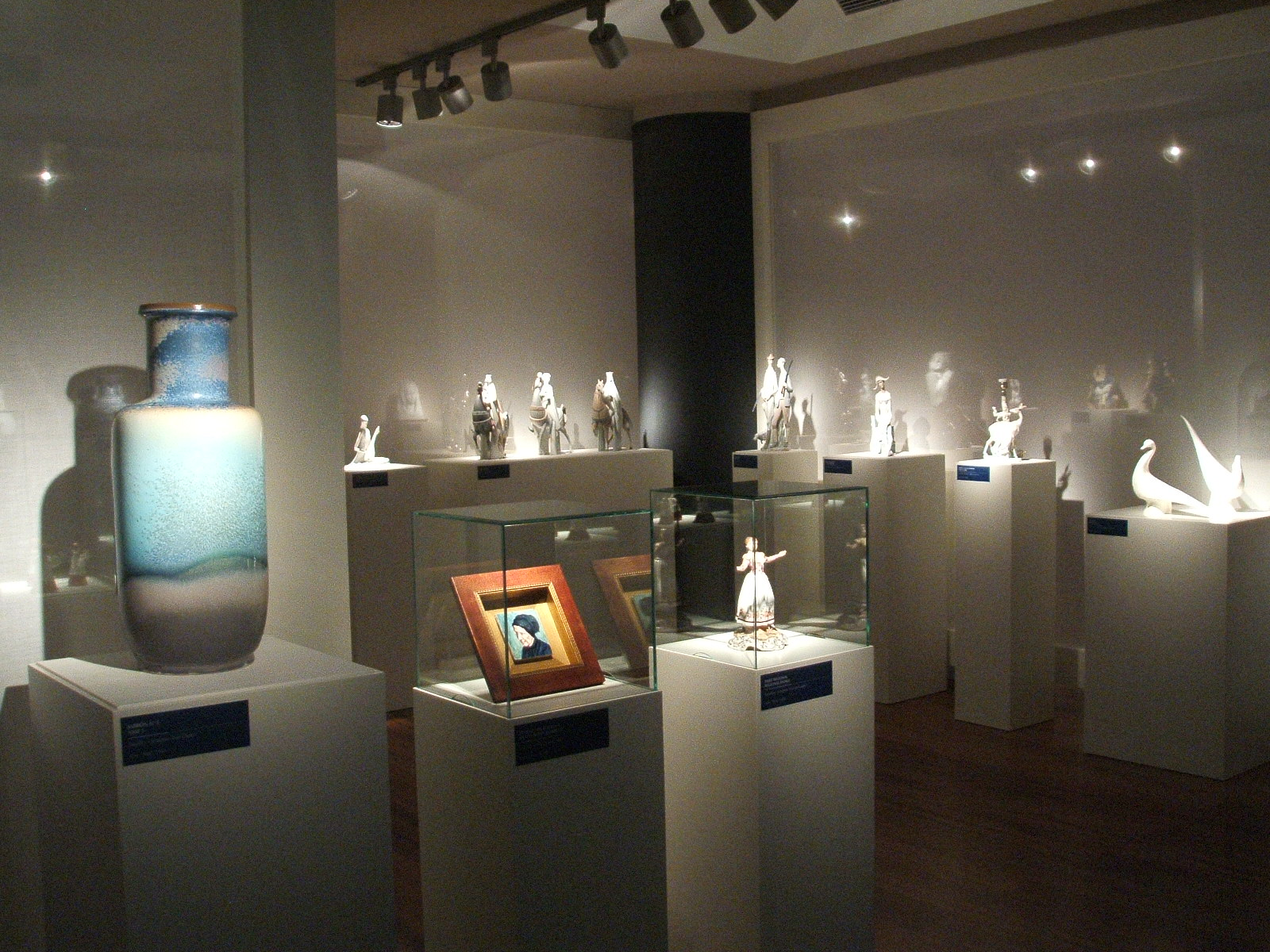
Le collezioni del Museo della porcellana Lladró

Lladró è un'azienda spagnola con sede a Tavernes Blanques, nella Comunità Valenciana, che produce porcellana di qualità commercializzata in tutto il mondo.
L'azienda fu fondata nel 1953 dai fratelli Juan, José e Vicente Lladró nel villaggio di Almácera, presso Valencia, e produceva oggetti per la casa come vasi. Solo nel 1956 iniziò la produzione delle sculture per cui è nota oggi la manifattura, che dato il suo rapido successo, dovette trasferirsi a Tavernes Blanques già nel 1958. Fu qui che nel 1962 si installò la scuola professionale della Lladró e dove nel 1967 iniziò la costruzione del complesso della Città della Porcellana, inaugurata nel 1969. Oggi l'azienda conta più di 2 500 lavoratori. Legato all'azienda esiste l'omonimo Museo Lladró.